# Alfred Buyenne
Alfred Buyenne (? – ?) olimpiai bronzérmes francia tornász.
Ez első világháború után az 1920. évi nyári olimpiai játékokon, mint tornász versenyzett és csapat összetettben bronzérmes lett.